# Tara Vaughan
Tara Vaughan (Wellington, 28 de dezembro de 2003) é uma canoísta neozelandesa.

## Carreira
Tara Vaughan estuda esportes na Universidade de Auckland 1.
No Campeonato Mundial de 2023, o quarteto formado por Lisa Carrington, Alicia Hoskin e Olivia Brett conquistou a primeira medalha de ouro mundial da Nova Zelândia no K-4 500 m.
Nos Jogos Olímpicos de Verão de 2024, em Paris, conquistou a medalha de ouro na competição do K-4 500 metros feminino, ao lado de Lisa Carrington, Alicia Hoskin e Olivia Brett, com o tempo de 1:32.20.